# Saïd Hireche

a Compétitions nationales et continentales officielles uniquement.

b Matchs officiels uniquement.
Dernière mise à jour le 31 mai 2023.
Saïd Hireche (en arabe : سعيد حريتش), né le 27 mai 1985 à Mantes-la-Jolie (Yvelines), est un joueur international algérien de rugby à XV, qui joue au poste de troisième ligne aile.
Il commence sa carrière en 2005 au Stade français, où il joue peu. Il poursuit au Stade aurillacois de 2008 à 2012, avant de finir sa carrière au CA Brive, avec qui il évolue durant douze ans jusqu'à se retraite en 2024.

## Biographie

### Jeunesse et formation
Saïd Hireche naît le 27 mai 1985, à Mantes-la-Jolie en région parisienne, dans une famille nombreuse, six sœurs et deux frères, dont la rameuse d'aviron Samia Hireche. Il y fait toute sa scolarité, et après avoir pratiqué le football pendant cinq ans, le karaté pendant un an et l'aviron pendant quatre ans, il débute le rugby au sein du club de l'Association sportive mantaise. Il y joue de douze à dix-huit ans. Ses qualités commencent à faire parler et c'est alors qu'il rentre au centre de formation du Stade français.

### Carrière en club
Après deux ans au club, il fait ses débuts en professionnel le 19 novembre 2005, lors d'un match de Top 14 face à l'Aviron bayonnais. Après trois saisons à côtoyer le groupe pro, en manque de temps de jeu dans le club de la capitale, il décide de partir. Lors de sa dernière saison parisienne, il dispute sept matchs de Top 14 dont trois titularisations.
En 2008, il signe au Stade aurillacois dans le Cantal. Au stade Jean-Alric, il trouve son équilibre, progresse à vue d'œil et s'impose en Pro D2. Durant quatre saisons, il défend les couleurs rouge et bleu à 102 reprises, pour 73 titularisations.
Son profil plait beaucoup au CA Brive qui l'engage pour essayer de remonter en Top 14. Dés sa première année au club, lors de la saison 2012-2013, il remporte la finale d'accession au Top 14 et s'impose comme leader du vestiaire. Il s'ensuit cinq saisons au plus haut niveau de 2013 à 2018.
Lors de la saison 2017-2018, Saïd Hireche devient capitaine du CA Brive à la suite d'Arnaud Mela. À l'issue de la saison le club est relégué en Pro D2. 
Après une année passé à l'échelon inférieure, il retrouve l'élite, en remportant le barrage accession au Top 14, le 2 juin 2019 face au FC Grenoble, le CA Brive s'impose 28 à 22. De 2019 à 2024, il est par ailleurs membre du comité directeur et trésorier de Provale, le syndicat national des joueurs de rugby professionnels. 
En janvier 2020, il prolonge avec le club corrézien pour une année supplémenter jusqu'en juin 2021.
Puis, en février 2021, il prolonge de nouveau pour une année supplémenter, jusqu'en juin 2022,.
En février 2022, à 36 ans, il décide de prolonger d'une année supplémenter jusqu'en juin 2023,, déclarant : « j’ai décidé de prolonger parce que je suis toujours passionné, j’ai la chance de vivre de ma passion, j’aime me faire mal, être avec les gars au quotidien etc. Toutes ces choses-là ont fait que j’avais envie de continuer ».
En toute fin de saison 2021-2022, le 21 mai, Saïd Hireche se blesse face au Stade toulousain, en début de seconde période. Il se casse le péroné et doit se faire opérer en urgence à Toulouse. C'est la première grosse blessure de sa carrière. Il doit observer une période de convalescence de quatre mois, pour un début de reprise physique fin septembre.
Fin mai 2024, Saïd Hireche dispute le dernier match professionnel de sa carrière avec le CA Brive avant d'intégrer le staff technique du club en tant qu'entraineur adjoint.

### Carrière internationale
Saïd Hireche a honoré sa première cape internationale lors du premier match de l'équipe d'Algérie le 24 février 2007 contre la Tunisie, à Nabeul en Tunisie. Le XV aux deux Lions s'impose sur le score de 8 à 7.
Hireche, capitaine de Brive en Top 14, pourrait être la figure de proue des Verts s’il était libéré par son club,. 
En juillet 2022, il doit prendre part à la phase finale de la Coupe d'Afrique, faisant office de tournoi qualificatif de la zone Afrique pour la Coupe du monde 2023. Malheureusement, il se blesse le 21 mai, quelques semaines avant le début de la compétition. 
Pour sa première participation à la Coupe d'Afrique, l'Algérie termine 3e, et manque de peu la qualification à la Coupe du monde 2023. Une frustration pour Saïd Hireche, dont le souhait était de participer à la Coupe du monde 2023 en France.

## Style de jeu
Saïd Hireche est considéré par Rugbyrama comme le sixième meilleur plaqueur du championnat.
D'après Azzouz Aib, manager de l'équipe d'Algérie, c'est un « Un chien de la casse ».

## Statistiques en équipe nationale
- International algérien : 1 sélections depuis 2007.
- Sélections par année : 1 en 2007.

## Palmarès
- Stade français Paris
  - Vainqueur du Championnat de France en 2007[Note 1].
- CA Brive
  - Vainqueur de la Barrage d'accession au Top 14 en 2013 et 2019.